# Iroijlaplap
Iroijlaplap (féminin : leroij ) est le titre donné aux chefs suprêmes dans les îles Marshall. Un chef ordinaire détient le titre de iroij (féminin : leroij ) ; -laplap est un suffixe superlatif.
L'article III de la Constitution des Îles Marshall reconnaît le titre, et institue un Conseil des Iroij, composé des titulaires du titre de Iroijlaplap, ou d'autres titres traditionnels analogues, choisi parmi les détenteurs de la chefferie entre les différentes îles constitutives. Le Conseil est habilité à « examiner toute question d'intérêt pour la république des Îles Marshall, et il peut exprimer son opinion à ce sujet au Conseil des ministres " . Le Conseil a également le droit de demander officiellement le réexamen de tout projet de loi dans le Nitijela (la législature des Îles Marshall) , qui affecte le droit coutumier, les pratiques traditionnelles, ou le régime foncier.
Il existe actuellement quatre iroijlaplap, dont deux ont servi en tant que président du pays (Jurelang Zedkaia et Imata Kabua) :
- Imata Kabua
- Anjua Loeak
- Jurelang Zedkaia
- Remios Hermios